# Johann Jakob Wilhelm Heinse
Johann Jakob Wilhelm Heinse (Langewiesen 16 de febrer de 1749 - Aschaffenburg 22 de juny de 1803) fou un escriptor alemany.
En acabar l'escola a Schleusingen, va freqüentar la Universitat de Jena i la d'Erfurt per estudiar-hi dret. Allà hi va conèixer el poeta Christoph Martin Wieland, que li va presentar el pare Gleim el 1772, i aquest li va oferir un lloc com a tutor d'una família de Quedlinburg.
El 1774 es va traslladar a Düsseldorf, per ajudar el poeta Jacobi en la publicació del periòdic Iris. Per la seva creixent passió per l'art, el 1780 va viatjar a Itàlia, on hi va residir tres anys.
De retorn a Düsseldorf el 1784, va ser nomenat, el 1786, lector i bibliotecari de l'elector Friedrich Karl Josef von Erthal, arquebisbe de Magúncia.
L'obra per la qual és més conegut és Ardinghello i les illes afortunades (1787), una novel·la ambientada a Itàlia durant el segle xvi, en la qual exposa els seus punts de vista sobre l'art i la vida. En altres novel·les, Laidion o Misteris d'Eleusis (1774) i Hildegard von Hohenthal (1796), combina la sensualitat franca de Wieland amb l'entusiasme de l'«Sturm und Drang». Heinse va tenir una gran influència en l'escola romàntica com a novel·lista i com a crític. També va ajudar a reforçar el mite d'una Itàlia encara impregnada de reminiscències paganes, en una clara connexió amb l'època clàssica.
Les seves obres completes van ser publicades per primera vegada a Leipzig el 1838.

## Obres
- Sinngedichte (1771)
- Die Kirschen (1773)
- Laidion, oder die eleusinischen Geheimnisse (1774)
- Ardinghello und die glückseligen Inseln (1787)
- Hildegard von Hohenthal (1796)
- Anastasia und das Schachspiel (1803)